# Sole złota

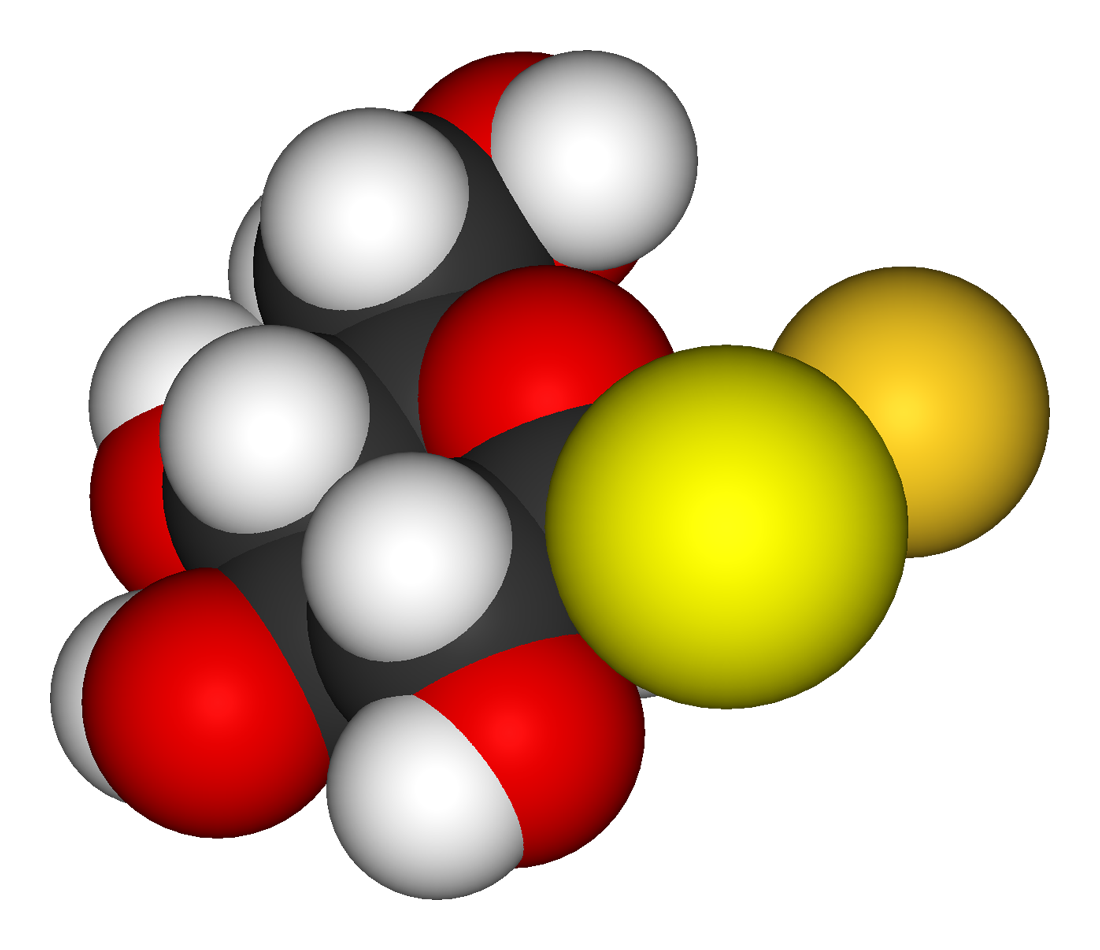
Model czaszowy aurotioglukozy

Sole złota – stosowane w medycynie określenie związków złota stosowanych jako preparaty lecznicze. W rzeczywistości nie wszystkie związki z tej grupy są prawdziwymi solami. Pierwszym, który zastosował je jako leki, był francuski internista Jacques Forestier. Obecnie sole złota są najstarszymi ze stosowanych jeszcze leków w chorobach reumatycznych: reumatoidalnym zapaleniu stawów, łuszczycowym zapaleniu stawów, toczniu, błoniastym zapaleniu kłębuszków nerkowych.
Stosowane leki z tej grupy to:
- auranofina
- aurotioglukoza
- tiosiarczan złota
- tiojabłczan sodowo-złotowy
- aurotiobenzoimidazol sodowy
- tioglikoloanilid złotowy.